# Dybowski pettyesasztrildja
A Dybowski pettyesasztrildja (Euschistospiza dybowskii) a madarak osztályának a verébalakúak (Passeriformes) rendjébe, ezen belül a díszpintyfélék (Estrildidae) családjába tartozó faj.
Nevét Jean Dybowski francia botanikusról kapta.

## Előfordulása
Afrikában, Kamerun, Közép-afrikai Köztársaság, Kongói Demokratikus Köztársaság, Csád, Elefántcsontpart, Guinea, Libéria, Nigéria, Szenegál, Sierra Leone, Dél-Szudán és Uganda területén honos.

## Megjelenése
Testhossza 11–12 centiméter. A hím palaszürke, alul sötétebb, feltűnő vörössel a háton és a farcsíkon, olajbarna szárnyakkal. A kis szárnyfedők fehérrel finoman pontozottak. A mellen és a test oldalain fehér foltok találhatók. A farktollak és a csőr fekete, a láb barnásfekete. A vörös szemet hasonló gyűrű övezi. A tojón a mellen és a test oldalain nagy számban találhatók fehér foltok. A hát és a farcsík sötét vörösesbarna színű. Hasi része fekete alapon, fehér pettyes.